# 彼得·埃里克松 (马术运动员)
彼得·埃里克松（瑞典語：Peter Eriksson，1959年10月6日—），瑞典男子马术运动员。他曾代表瑞典参加1984年、1992年、1996年、2004年和2008年夏季奥林匹克运动会马术比赛，其中2004年奥运会获得一枚银牌。